# Shorty McConnell
Maurice „Shorty“ McConnell (* um 1920) war ein US-amerikanischer Jazztrompeter.
McConnell spielte ab Anfang 1942 bei Earl Hines, an dessen letzten Plattensessions seines Orchesters vor dem Recording ban er beteiligt war, zu hören als Solist in „Skylark“ und „Stormy Monday Blues“. Während der Tournee der Hines-Band von 1943, der u. a. auch Charlie Parker angehörte, entstanden Mitschnitte einer Jamsession mit Parker, Shorty McConnell und (wahrscheinlich) dem damaligen Bandgitarristen Hurley Ramey in Chicago.
Ab 1944 spielte McConnell (an der Seite von Dizzy Gillespie, Freddie Webster und Al Killian) bei Billy Eckstine and His Orchestra; als Solist zu hören in „Second Balcony Jump“, der Erkennungsmelodie der Eckstine-Band. 1946 und Anfang 1947 entstanden noch Aufnahmen mit Lester Young („Sunday“, „Easy Does It“). Letzte Aufnahmen entstanden im Oktober 1947, als er mit Lester Young und Sarah Vaughan in der New Yorker Town Hall auftrat. Im Bereich des Jazz war er zwischen 1942 und 1947 an 14 Aufnahmesessions beteiligt.